# Modernismo
Der Modernismo kam Ende des 19. Jahrhunderts als literarische Strömung in Lateinamerika auf. Er entstand aus der Auflehnung gegen literarische Konventionen und in der Bemühung, subtilere Ausdrucksmittel und neue metrische Strukturen in der Lyrik zu schaffen. Daher rührt auch die Bezeichnung einer Richtung, die bewusst „modern“ sein und eine neue Art zu schreiben begründen will, eine adäquate Kunst für das moderne Lebensgefühl des Menschen am Fin de siècle. Als sein Begründer gilt Rubén Darío aus Nicaragua.

## Phasen
Im Verlauf des Modernismo sind mehrere Phasen zu unterscheiden:
1. Blütezeit (ca. 1880 bis 1898);
2. Phase ab ca. 1898 bis zum Ersten Weltkrieg, die durch größere Schlichtheit gekennzeichnet ist;
3. Abklingende Phase (Postmodernismo), Nachwirkungen bis in die 1940er Jahre.

Die erste Phase des Modernismo endete schlagartig mit einem Trauma: Die USA griffen 1898 in den kubanischen Unabhängigkeitskrieg ein, besiegten Spanien im Spanisch-Amerikanischen Unabhängigkeitskrieg und installierten sich als neue imperiale Macht in der Karibik. Eine außerordentlich rasche Politisierung der Schriftsteller war die Folge, die sich viel schneller vollzog als in Europa. Eine der ersten sehr entschiedenen Reaktionen auf diesen Krieg kam von Rubén Darío, der heftige Kritik am angelsächsischen Utilitarismus und am Fehlen jeglicher Sensibilität für Kunst, Literatur und ideelle Wert übte. Ein regelrechter Kulturkampf begann mit dem Ziel, die Überlegenheit des lateinischen Geistes gegen das Nützlichkeitsdenken der Angelsachsen zu beweisen und damit ästhetische und moralische Barrieren gegen die Ansprüche der Yankees auf den südlichen Kontinent zu errichten. Unter den nordamerikanischen Autoren wurden nur zwei Ausnahmen akzeptiert, die sich von diesem Nützlichkeitsdenken abhoben: Edgar Allan Poe und Walt Whitman.
Der Postmodernismo der 1930er und 1940er Jahre (nicht zu verwechseln mit postmodernidad, der Postmoderne, obwohl nicht konsequent zwischen beiden Begriffen unterschieden wird) ist gekennzeichnet durch eine Hinwendung zur Welt der kleinen Leute und ihren Alltagsproblemen, aber auch zum Existenzialismus.

## Charakteristik
Der Modernismo kann als eine verspätete l’art-pour-l’art-Bewegung auf der Iberischen Halbinsel und in Hispanoamerika verstanden werden. Starke Einflüsse kommen in der ersten Phase vom französischen Symbolismus und von den Parnassiens, mit denen ihn eine dekadente Grundstimmung sowie die Flucht in das Ideal zweckfreier Schönheit verbindet. So richtet er sich gegen den bürgerlichen Realitäts- und Geschäftssinn und dessen Moral, später insbesondere auch gegen den amerikanischen Utilitarismus. Die Grundstimmung in modernistischer Lyrik ist aristokratisch, abgehoben, märchenhaft, exotisch, fantastisch; oft wird auch auf die antike Sagenwelt oder nordische Stoffe zurückgegriffen. Dazu sagt Rubén Darío rückblickend:

«Yo detesto la vida y el tiempo en que me toquó nacer […] y luego escapaba de ambos escribiendo sobre dioses griegos, centauros, deslumbramientos florentinos, añoranzas francesas, lujos orientales o la gracia de las ménades, las nájades y los satiros.»

„Ich hasse das Leben und die Zeit, in der ich geboren wurde […] und dann bin ich beiden entflohen, indem ich über griechische Götter, Zentauren, Florentiner Glanz, französische Sehnsüchte, orientalischen Luxus oder die Anmut der Mänaden, der Najaden und der Satyrn geschrieben habe.“

Der lateinamerikanische Modernismo, der sich an ein elitäres Publikum wendete, wurde prägend für das lateinamerikanische Selbstverständnis und spielte eine bedeutende Rolle im Identitätsbildungsprozess vieler lateinamerikanischer Länder. Er ist die erste eigenständige literarische Bewegung Lateinamerikas und wirkte stark auf das Mutterland zurück, das nach dem Verlust Kubas, der letzten Kolonie in Lateinamerika, kulturell erschüttert und aufgrund interner Krisen wirtschaftlich geschwächt war. Lateinamerikanische Autoren wie Rubén Darío stellten erstmals den kulturellen Führungsanspruch Spaniens in Frage.
Als Merkmale des Modernismo können gelten:
- die Verweigerung gegenüber traditionellen, realistischen Ansätzen und Ablehnung alter Themen
- die Aufnahme von modernen Alltagsmotiven (Technik, Stadt) und mythischen Stoffen
- die Ablehnung der logischen Entwicklung eines Themas und konventioneller poetischer Formen
- eine kryptische Semantik
- eine metaphorische, innovative, kühne Bildsprache
- eine elitäre, avantgardistische Haltung.

Der Modernismus kann auch insofern als postromantisch bezeichnet werden, als er dem Dichter Qualitäten zuerkennt, die ihn über den normalen Sterblichen hinausheben, v. a. die Fähigkeit, durch Symbole oder Metaphern das Unaussprechliche und Mysteriöse zu enthüllen. Mit den romantischen Dichtern verbindet ihn die Vorliebe für komplexe Emotionen, vor allem melancholischer Natur, aber auch sinnlich-erotische Neigungen. Die anfängliche Rebellion bahnt sich aber einen Weg ins rein Sprachliche und versandet dort, verfällt in eine automatisierte Rhetorik, die bald ins Dekadente abgleitet.
Formal gesehen fällt die hoch musikalische Qualität der Verse auf, die im späteren Verlauf immer freieren Rhythmen folgen und sich von den klassischen Versmaßen befreien. Die modernistischen Dichter lieben exquisite Synästhesien: Licht, Farbe, Töne, Stimmungen wirken zusammen. Alte, seltene Formen werden aus der Versenkung geholt; so ist zum Beispiel die silva sehr beliebt, eine nicht-strophische Form in Kombination von Sieben- und Elfsilblern, aber auch neue Formen bis hin zum verso libre werden ausprobiert.
Sprachlich drückt sich die Grundstimmung des Modernismus im Vokabular aus, das sich auf folgende Bereiche und typische Ausdrücke konzentriert: Zoologie (Schwäne, Pfaue, Schmetterlinge, Löwen, Adler, Tauben); Pflanzen, die in der Heraldik eine Rolle spielen, wie Lilien, Lotusblume, Lorbeer, Myrthen, Oliven; Ausdrücke aus der Mineralogie und Architektur: Marmor, Säulen, Kapitelle, Rubine, Saphire, Opal; gelehrte Neologismen, die aus dem Lateinischen und Griechischen gebildet werden: liróforo, homérida, nictálope, apolonida etc., Archaismen, Fremdwörter wie muaré, esplín, cabriolé, Ausdrücke aus Physik, Astronomie und Chemie: hiperbórea, quirúrgico, aerostación, sowie alles was mit Aristokratie zu tun hat: Prinzessinnen, Pagen, Wappen etc. Als Farben sind gold, violett, blau besonders beliebt.
Der Modernismo verläuft in Spanien fast zeitgleich zur Generación del 98, mit der ihn die Abkehr von tradierten Wertvorstellungen verbindet. Formal jedoch sind beide literarische Strömungen recht unterschiedlich ausgeprägt: Der Modernismo hat seinen Schwerpunkt in der Lyrik, während die Vertreter der 98er-Generation in der Prosa brillieren. Während ersterer eine kosmopolitische Strömung ist, bleiben die 98er stark auf Probleme Spaniens konzentriert, und dem Ästhetizismus der Modernisten steht das (auch politische) Engagement der 98er-Generation gegenüber.

## Hispanoamerikanischer Modernismo
Der Modernismo konnte in jedem Land Hispanoamerikas Fuß fassen und übte noch nach seiner eigentlichen Blütezeit eine beträchtliche Wirkung aus. Das erstreckte sich auch auf die Politik: Die US-amerikanische Demokratie erschien den zur Elitarismus neigenden hispanoamerikanischen Literaten gleichbedeutend mit Mittelmäßigkeit und Gleichmacherei, die die Spiritualität, Moral und Werte der Eliten zerstörte. Das Volk – Adressat und Akteur der Demokratie – erschien ihnen blind und roh. Die Begeisterung für Heldentum, Eroberer, Kaziken, Schwert und Pfeil führte zum Konstrukt der dictaduras organizada, das beispielsweise für die Mexikanische Revolution von dem Peruaner José Santos Chocano entworfen wurde.

## Modernismo Brasileiro
Brasilien bildete mit dem Modernismo brasileiro im zwanzigsten Jahrhundert eine eigene Entwicklung heraus, die später als in Hispanoamerika einsetzte und sich ebenfalls in drei Phasen oder Generationen gliedern lässt, beginnend 1922 mit der Semana de Arte Moderna von Oswald de Andrade und Mário de Andrade und gekennzeichnet durch avantgardistische Tendenzen. Die Malerin Tarsila do Amaral war eine der bedeutendsten Malerinnen des modernismo brasileiro, die die Literatur beeinflusste und von ihr beeinflusst wurde. Sie schuf von Paris aus Werke – die bekanntesten sind A Negra (1923) und Abaporu (1928) –, die die brasilianische Identität weiterentwickeln sollten, indem sie die Indigenen Brasiliens darstellten. Diese Werke waren stark vom europäischen Kubismus und Konstruktivismus beeinflusst (man spricht von der Picasso Brasiliens), aber grenzten sich von deren Eurozentrismus ab. Bezweifelt wurde, dass der europäische Primitivismus – die Darstellung Indigener – in den Werken der Kubisten authentisch sei. Nur ein Primitivismus, der sich auf die unmittelbare 
Erfahrung der eigenen Umgebung stütze, könne diesen Anspruch erfüllen. 
Die zweite Phase des literarischen modernismo brasileiro mit der Revolution von 1930 und dauerte  bis 1945. Das Werk von Autoren wie Érico Veríssimo ist gekennzeichnet durch den Regionalismo brasileiro und den städtischen Roman sowie Psychologisierung der Charaktere. Eine dritte Phase dauerte von 1945 bis 1980 mit Autoren wie Clarice Lispector.

## Vertreter des Modernismo (Auswahl)

### Lateinamerika
- Oswald de Andrade (Brasilien, 1890–1954)
- Mário de Andrade  (Brasilien, 1893–1945)
- Delmira Agustini (Uruguay, 1887–1914)
- Porfirio Barba Jacob (Kolumbien, 1883–1942)
- Julián del Casal (Kuba, 1863–1893)
- Rubén Darío (Nicaragua, 1867–1916)
- Manuel Gutiérrez Nájera (Mexiko, 1858–1895)
- Julio Herrera y Reissig (Uruguay, 1875–1910)
- Juana de Ibarbourou (Uruguay, 1892–1979)[9]
- Enrique Larreta (Argentinien, 1873–1961)
- Clarice Lispector (Brasilien, 1920–1977)
- Leopoldo Lugones (Argentinien, 1874–1938)
- José Martí (Kuba, 1853–1895)
- Amado Nervo (Mexiko, 1870–1919)
- Calixto Oyuela (Argentinien, 1857–1935)
- Pagu (das ist Patrícia Rehder Galvão) (Brasilien, 1910–1962)
- Horacio Quiroga (Uruguay, 1878–1937)
- Vicente do Regio Monteiro (Brasilien, 1899–1970)
- José Asunción Silva (Kolumbien, 1865–1896)
- José Juan Tablada (Mexiko, 1871–1945)
- José María Vargas Vila (Kolumbien, 1860–1933)
- María Eugenia Vaz Ferrera (Uruguay, 1875–1924)
- Érico Veríssimo (Brasilien, 1905–1975)

### Spanien
- Manuel Machado (1874–1947)
- Antonio Machado (1875–1939)
- Salvador Rueda (1857–1933)
- Tomás Morales (1884–1921)
- Eduardo Marquina (1879–1946)
- Ramón María del Valle-Inclán (1866–1936)
- Juan Ramón Jiménez (1881–1958)

### Anthologien
- Ángel Crespo (Hrsg.): Antología de la poesía modernista. Tarragona, Tarraco, 1980. ISBN 84-7320-024-1 (spanisch)
- José Emilio Pacheco (Hrsg.): Antología del modernismo: (1884 – 1921); tomos I y II en un volumen / introd., selección y notas José Emilio Pacheco. México: Univ. Nacional Autonoma de México [u. a.], 1999. (Biblioteca del Estudiante Universitario; 90/91) ISBN 968-36-6156-4 (spanisch)

### Sekundärliteratur
- Hans Ulrich Gumbrecht, Eine Geschichte der spanischen Literatur, 1484 Seiten, Frankfurt am Main: Suhrkamp 1998, ISBN 3-518-58062-0
- Hans-Jörg Neuschäfer, Spanische Literaturgeschichte, 446 Seiten, Stuttgart: Metzler, 2. Auflage 2006, ISBN 3-476-01857-1
- Michael Rössner, Lateinamerikanische Literaturgeschichte, 564 Seiten, Stuttgart: Metzler, 2. erw. Aufl. 2002, ISBN 3-476-01858-X
- Christoph Strosetzki, Geschichte der spanischen Literatur, 404 Seiten, Tübingen: Niemeyer, 2., unveränd. Aufl. 1996, ISBN 3-484-50307-6
- Guillermo Díaz-Plaja, Modernismo frente a noventa y ocho: una introducción a la literatura española del siglo XX. Madrid: Espasa-Calpe, 1979. (Selecciones Austral, 65) (spanisch)
- Max Henríquez Ureña, Breve historia del modernismo. México: Fondo de Cultura Económica, 1978. (spanisch)
- Francisco Rico: Historia y crítica de la Literatura española: Modernismo y 98. Barcelona: Editorial Crítica, 1980. (spanisch)
- Robert Schmutzler, El modernismo. Madrid: Alianza Forma, 1985. (spanisch)